# 河北街道 (蛟河市)
河北街道，是中华人民共和国吉林省吉林市蛟河市下辖的一个乡镇级行政单位。

## 行政区划
河北街道下辖以下地区：
永祥社区、永泰社区、团结村和新立屯村。